# Rivalità Packers-Seahawks

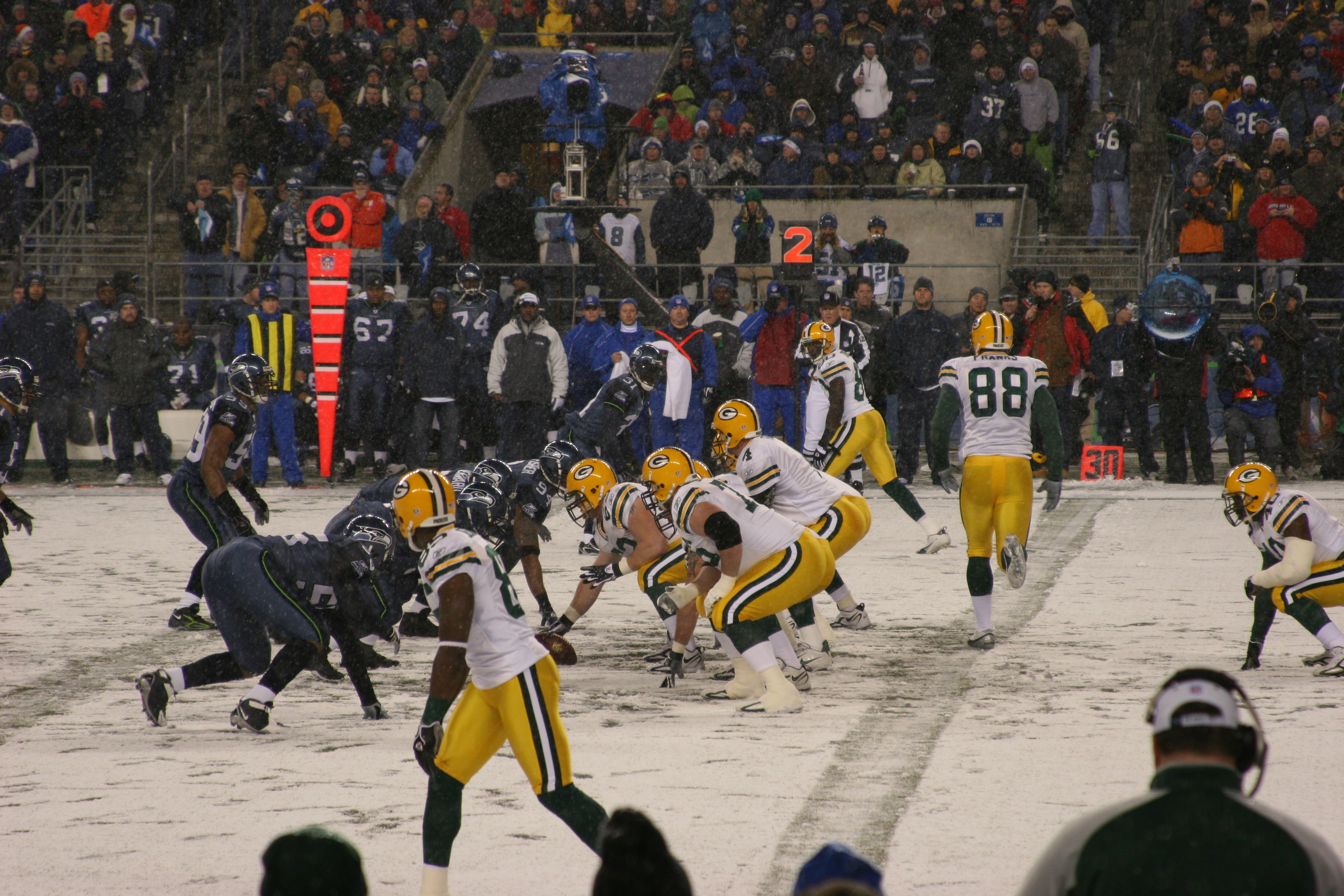
Una partita della stagione 2006 tra Packers e Seahawks

La rivalità Packers–Seahawks è una rivalità di football americano nella National Football League tra i Green Bay Packers e i Seattle Seahawks. Le due squadre si affrontarono per la prima volta nel 1976, la stagione inaugurale dei Seahawks. Tra gli anni settanta e agli novanta i due club si affrontarono sporadicamente, dal momento che facevano parte di due diverse conference. Ciò cambiò nel 2002, quando i Seahawks passarono dall'American Football Conference (AFC) alla National Football Conference (NFC) e le due franchigie iniziarono ad affrontarsi almeno ogni tre anni nella stagione regolare, a volte più spesso a seconda delle combinazioni tra division nel calendario della NFL.
Alla stagione 2023, i Packers conducono la serie con 15 vittorie a 9, incluse tre vittorie su quattro nei playoff. La rivalità è stata definita da numerose gare di alto profilo, inclusa la finale della NFC della stagione 2014 che i Seahawks vinsero ai tempi supplementari, qualificandosi per il Super Bowl. La rivalità non è stata esente da controversie, come nel caso dell'azione divenuta nota come Fail Mary nel 2012. L'ultimo confronto è avvenuto il 14 novembre 2021, con i Packers che vinsero per 17-0. Fu la prima volta che i Seahawks non segnarono alcun punto a Green Bay.

## Partite ed eventi degni di nota
Vi sono state diverse gare memorabili che hanno cementato questa rivalità:

### "We want the ball and we're gonna score."
Nei playoff della stagione 2003, le due squadre si affrontarono per la prima volta nei playoff al Lambeau Field. La loro partita del turno delle wild card vide cambiare diverse volte la squadra in vantaggio e alla fine dei tempi regolamentari vi fu un pareggio per 27-27. Nei tempi supplementari, i Seahawks vinsero il lancio della monetina. Il quarterback di Seattle Matt Hasselbeck (che aveva iniziato la carriera ai Packers) disse all'arbitro dotato di microfono, facendosi così udire da tutto lo stadio e dal pubblico televisivo: "We want the ball and we're gonna score." (in italiano: "vogliamo il pallone e segneremo"). Dopo che entrambe le squadre ebbero un drive che non produsse punti, il cornerback Al Harris mise a segno un intercetto su Hasselbeck e ritornò il pallone per 52 yard nel touchdown della vittoria.

### Snow Bowl (2007)

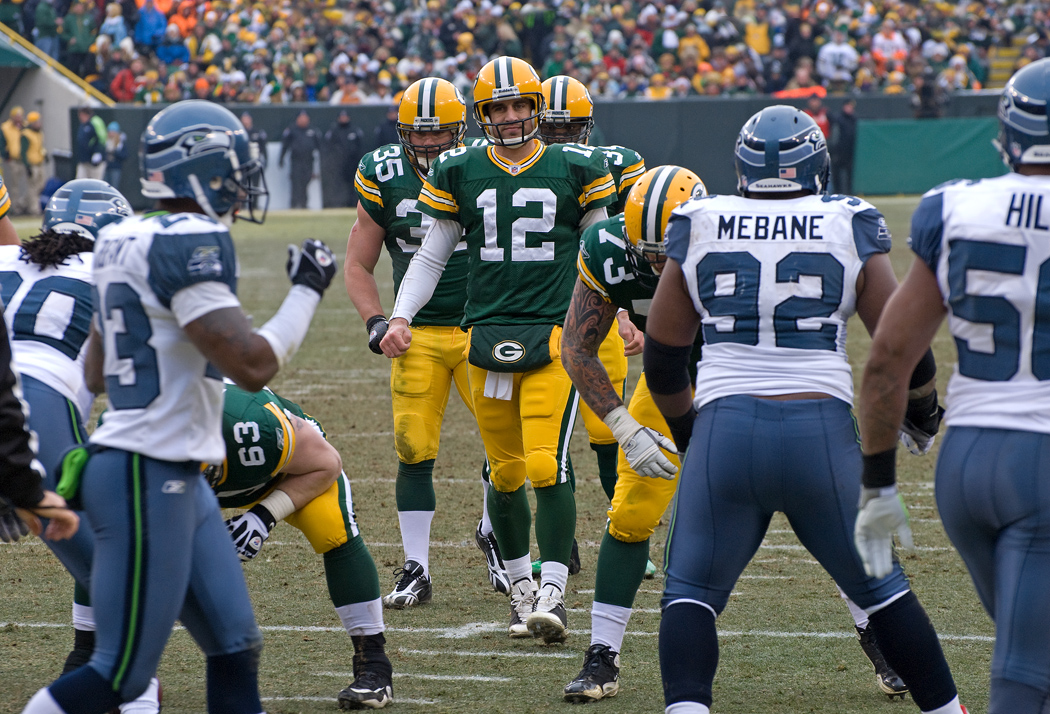
Il quarterback dei Packers Aaron Rodgers (#12) allineato contro il defensive tackle dei Seahawks Brandon Mebane (#92) in un incontro della stagione regolare 2009

Nei playoff 2007, in una gara a volte definita come "Snow Bowl", i Packers e Seahawks si ritrovarono al Lambeau Field. Seattle passò in vantaggio per 14-0 dopo cinque minuti dall'inizio della gara, recuperando due fumble del running back di Green Bay Ryan Grant e segnando un touchdown in entrambe le occasioni. La difesa dei Packers, tuttavia, concesse agli avversari di segnare solo due field goal nel resto della partita. Grant chiuse con 27 corse per 201 yard (un record di franchigia nei playoff) e segnò 3 touchdown. Il quarterback Brett Favre passò 3 touchdown e i Packers vinsero per 42–20. Una grande tempesta di neve ricoprì il campo di gioco durante la partita, limitando la visibilità dei giocatori e dei tifosi alla televisione. Nel turno successivo i Packers andarono ai supplementari, perdendo contro i New York Giants futuri vincitori del Super Bowl.

### Fail Mary
Il 24 settembre 2012 le due squadre si affrontarono nella stagione regolare al CenturyLink Field. La gara è passata alla storia per il suo finale controverso, nell'ultima giocata divenuta nota come "Fail Mary". All'epoca la lega stava utilizzando degli arbitri di riserva a causa di uno sciopero. Con Green Bay in vantaggio per 12-7 a otto secondi dal termine, il quarterback di Seattle Russell Wilson lanciò un Hail Mary pass nella end zone. La safety dei Packers M.D. Jennings e il wide receiver dei Seahawks wide receiver Golden Tate saltarono entrambi per ricevere il pallone ed entrambi mantennero il contatto con esso mentre cadevano a terra. I due arbitri nei pressi della giocata si consultarono e poi segnalarono decisioni opposte: l'arbitro laterale Lance Easley alzò le braccia per assegnare un touchdown mentre l'arbitro posteriore Derrick Rhone-Dunn mosse le braccia per segnare di interrompere il cronometro. Alla fine fu assegnato un touchdown, con Jennings e Tate che furono dichiarati avere il possesso simultaneo (il quale è deciso in favore del giocatore in attacco), dando ai Seahawks la vittoria. Dopo la partita, la NFL pubblicò un comunicato ufficiale in cui affermò che sarebbe dovuta essere stata fischiata una penalità per interferenza a Tate. Inoltre diversi arbitri ufficiali della lega affermarono che avrebbe dovuto essere assegnato un intercetto. Lo sciopero terminò pochi giorni dopo la partita, con il commissioner della NFL Roger Goodell che la reazione di tifosi, giocatori e media dopo il Fail Mary "potrebbe avere fatto avvicinare le parti" nelle negoziazioni contrattuali.

### Finale della NFC 2014
Le due squadre si scontrarono nella finale di conference dei playoff 2014. Seattle era campione in carica e cercava di bissare il titolo dopo la vittoria sui Denver Broncos nel Super Bowl XLVIII 43–8 l'anno precedente. Tuttavia Russell Wilson iniziò male la gara e i Seahawks si trovarono in svantaggi per 16–0 alla fine del primo tempo. La prima marcatura di Seattle avvenne su un finto tentativo di field, con l'holder Jon Ryan che lanciò un passaggio da touchdown per Garry Gilliam. Seattle rimase comunque in svantaggio per 19-7 a tre minuti dal termine, dopo di che Wilson segnò un touchdown su corsa. Seguì un onside kick recuperato con successo, dopo di che Marshawn Lynch segnò un altro touchdown su corsa, portando la sua squadra in vantaggio. Sul 20–19, i Seahawks decisero di optare per una conversione da due punti; Wilson fu molto pressato ma riuscì comunque a lanciare un alto passaggio per il tight end Luke Willson, che portò il pallone nella end zone. Quei due punti si rivelarono cruciali poiché il quarterback dei Packers Aaron Rodgers ebbe abbastanza tempo per guidare il drive concluso con il field goal del pareggio. Nei tempi supplementari, Seattle vinse il lancio della monetina e Wilson lanciò il touchdown della vittoria a Jermaine Kearse nel primo possesso. Il passaggio da touchdown fu l'unico di Wilson indirizzato a Kearse che andò a buon fine poiché tutti i quattro precedenti erano stati intercettati.